# Cockerell Fahrzeugwerke

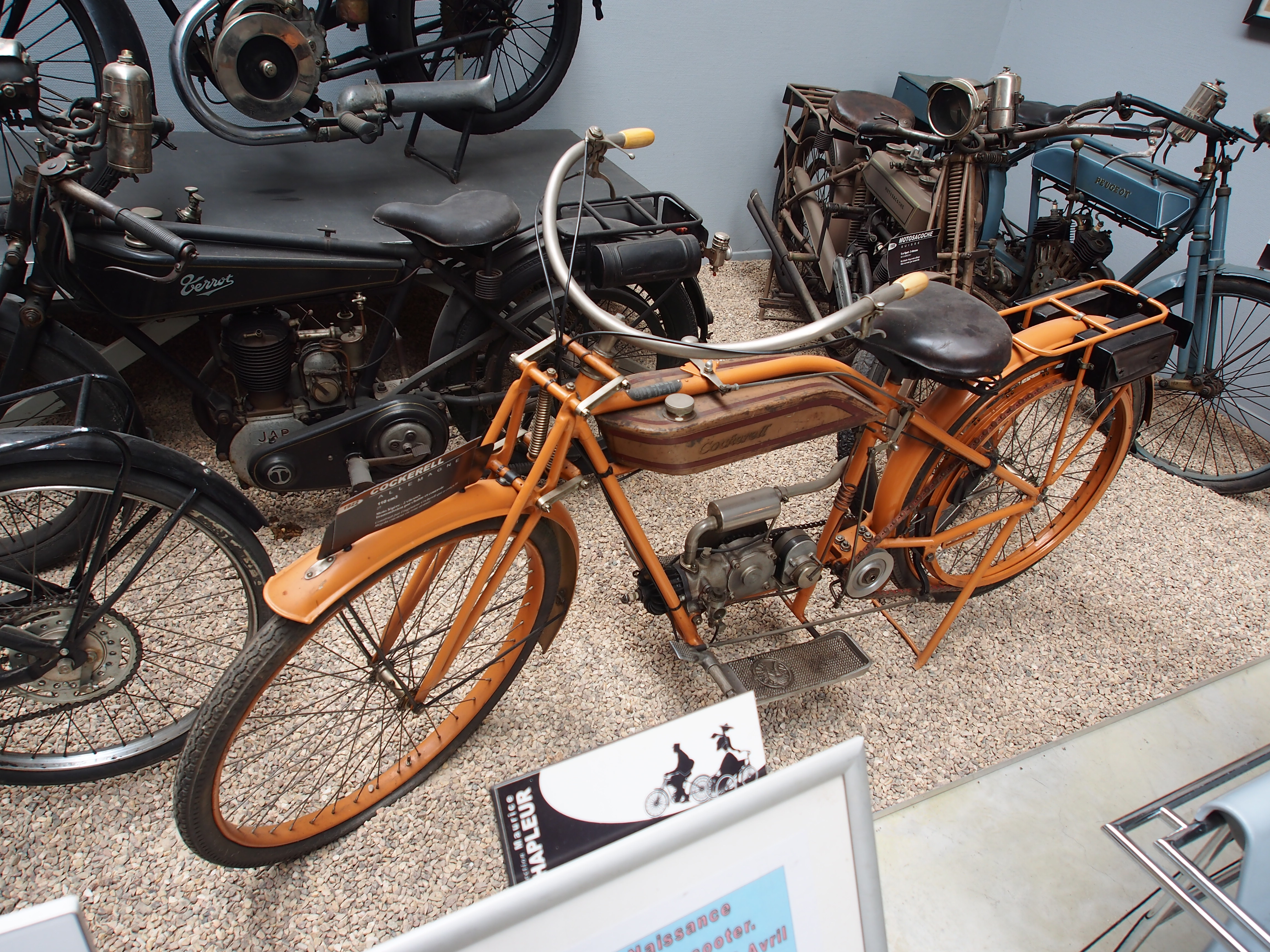
Cockerell-Motorrad von 1922

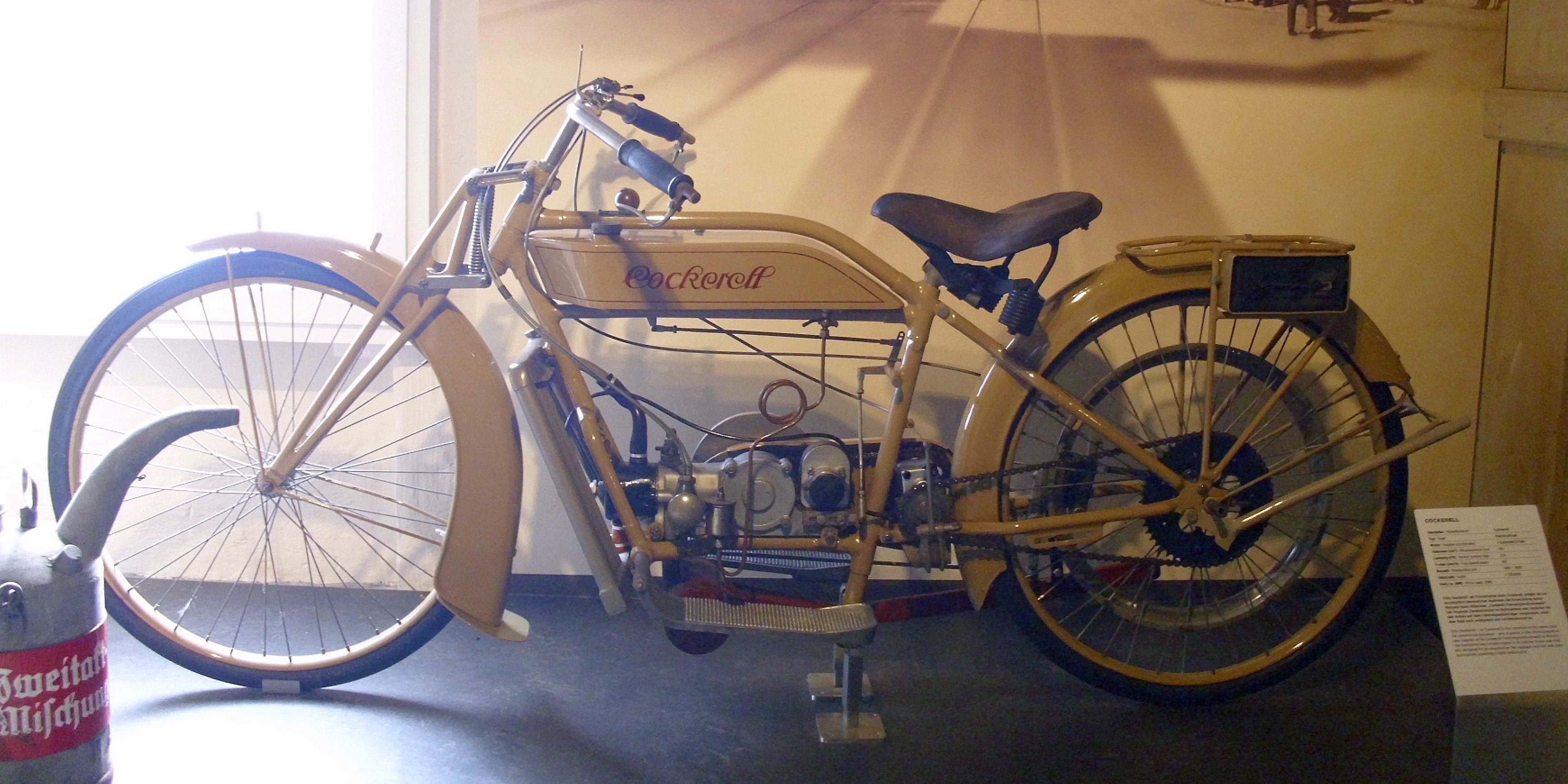
Motorrad im PS-Speicher

Die Cockerell Fahrzeugwerke AG war ein deutscher Hersteller von Motorrädern und Automobilen. Andere Quellen geben die Firmierungen Cockerell Fahrzeug- und Maschinenfabrik, Friedrich Cockerell, Fahrzeugmotorenbau, Cockerell Fahrzeug- und Motorenwerke GmbH und Cockerell-Fahrzeug- und Motorenwerke AG an.

## Unternehmensgeschichte
Fritz Cockerell begann 1919 in der Gunzenrainerstraße 6 in München mit der Produktion von Motorrädern. Die Firmierung lautete zunächst Friedrich Cockerell, Fahrzeugmotorenbau. Später hieß das Unternehmen Cockerell Fahrzeug- und Motorenwerke GmbH. Der Sitz war erst an der Schwanthaler Straße 5 in München und später an der Siegfriedstraße 17 in Nürnberg. Abweichend davon sind die Firmierungen Cockerell Fahrzeugwerke AG und Cockerell Fahrzeug- und Maschinenfabrik überliefert. 1924 ergänzten Automobile das Angebot. 1924 oder 1925 wurde das Unternehmen aufgelöst. Eine Quelle gibt an, dass Abako das Unternehmen übernahm. Erst 1927 endete die Produktion durch Fritz Cockerell.

## Automobile
1924 erschien als erstes Modell ein offener Zweisitzer. Für den Antrieb sorgte ein Vierzylinder-Zweitaktmotor mit entweder 800 cm³ Hubraum oder 905 cm³ Hubraum. 1926 folgte ein Modell mit einem Zweizylinder-Zweitaktmotor und 1056 cm³ Hubraum. Besonderheit war der Frontantrieb. Eines dieser Zweizylindermodelle erhielt später einen Sechszylindermotor mit 1086 cm³ Hubraum und wurde mit einigem Erfolg bei Autorennen eingesetzt. Es gab auch Pläne für einen Achtzylinder-Zweitaktmotor.

## Cockmobil
Das Cockmobil war ein Dreirad, bei dem sich das einzelne Rad vorne befand. Der Motor trieb das Vorderrad an. Vom Cockmobil entstanden fünf Exemplare.